# Meers (toponiem)

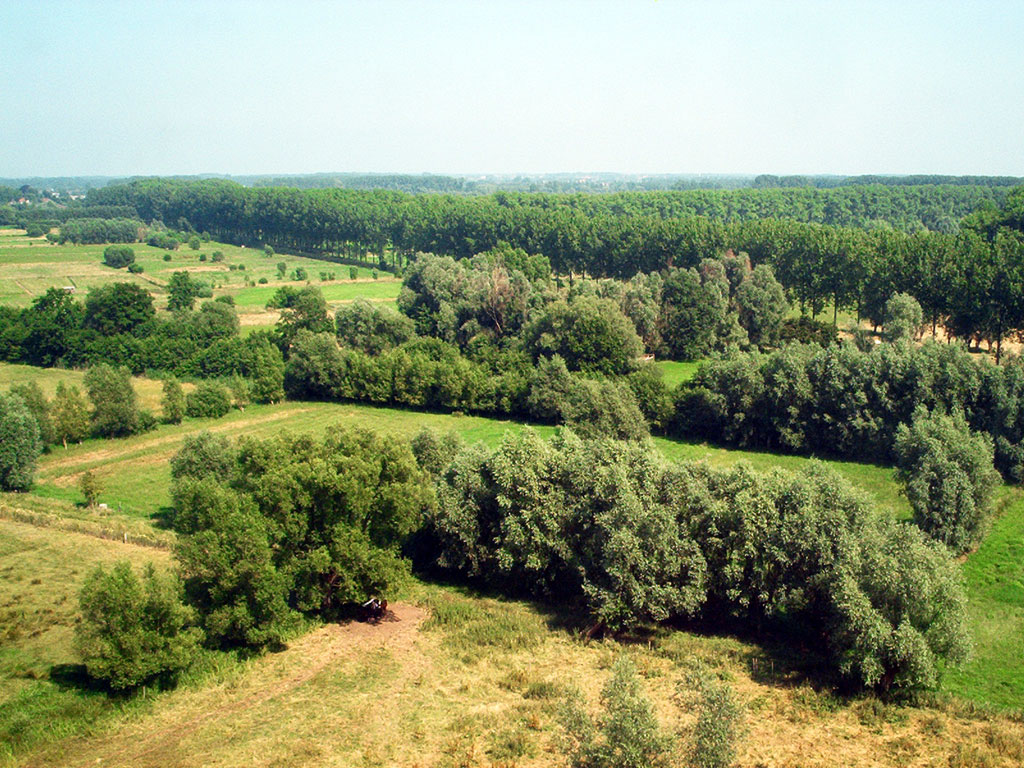
De Assebroekse Meersen

Het woord meers (vroeger: meersch) of mars betekent 'moeras' of 'drassig land'. Een meers duidt op laaggelegen, natte grond, die alleen geschikt was als seizoensweide of hooiland, meestal begroeid met houtige in plaats van (in een moeras) kruidachtige plantensoorten. 
Het woord meers is volgens de gangbare opvatting ontleend zijn aan Oudnederlands *meriska 'weide aan het water', dat weer afgeleid zou zijn van een gereconstrueerd Protogermaans woord *mar-iska- ‘moerasland’. In recente publicaties wordt daarentegen onderscheid gemaakt tussen de oudere vorm *marsi̯(a)- 'weide aan het water' en het nieuwere *marisk-, dat aan het Middenlatijnse mariscus 'moeras, drassig land' ontleend zou zijn. Deze laatste term is nauw verwant met het Engelse marsh en het Duitse Marsch, Oud-Fries mersk. Deze laatste benamingen worden echter sinds de 12e eeuw vooral gebruikt om bedijkte zeeklei- en rivierlandschappen aan te duiden, terwijl de termen meers en mars eerder voor laaggelegen weide- en hooiland langs rivieren worden aangewend.
Synoniemen zijn onder andere broek, venne, moer en wis of wisch ('natte weide').
In Vlaanderen is een meers meestal een 'verland moeras' dat slechts af en toe nog eens onder water komt te staan, als het tenminste niet intensief bemalen wordt ten gunste van de landbouw. Dat laatste wordt inmiddels waar mogelijk vermeden ter bevordering van de biodiversiteit.
Meers en zijn synoniemen vinden we terug in verschillende eigennamen: Vandermeersch, Vandenbroek, Vandevennet, Vandermoeren, Vermeersch, etc.
Bepaalde gemeenten hebben het woord meers in hun naam, zoals Meerssen in de provincie Limburg, Nederland.
Meers vinden we terug in verscheidene plaatsnamen zoals Assebroek en de Assebroekse Meersen, Moerbrugge, de Kalkense Meersen, de Gentbrugse Meersen, het Gentse recreatiedomein Blaarmeersen. Ook de Antwerpse winkelstraat Meir was oorspronkelijk een meers.